# Schloßberg 19 (Quedlinburg)

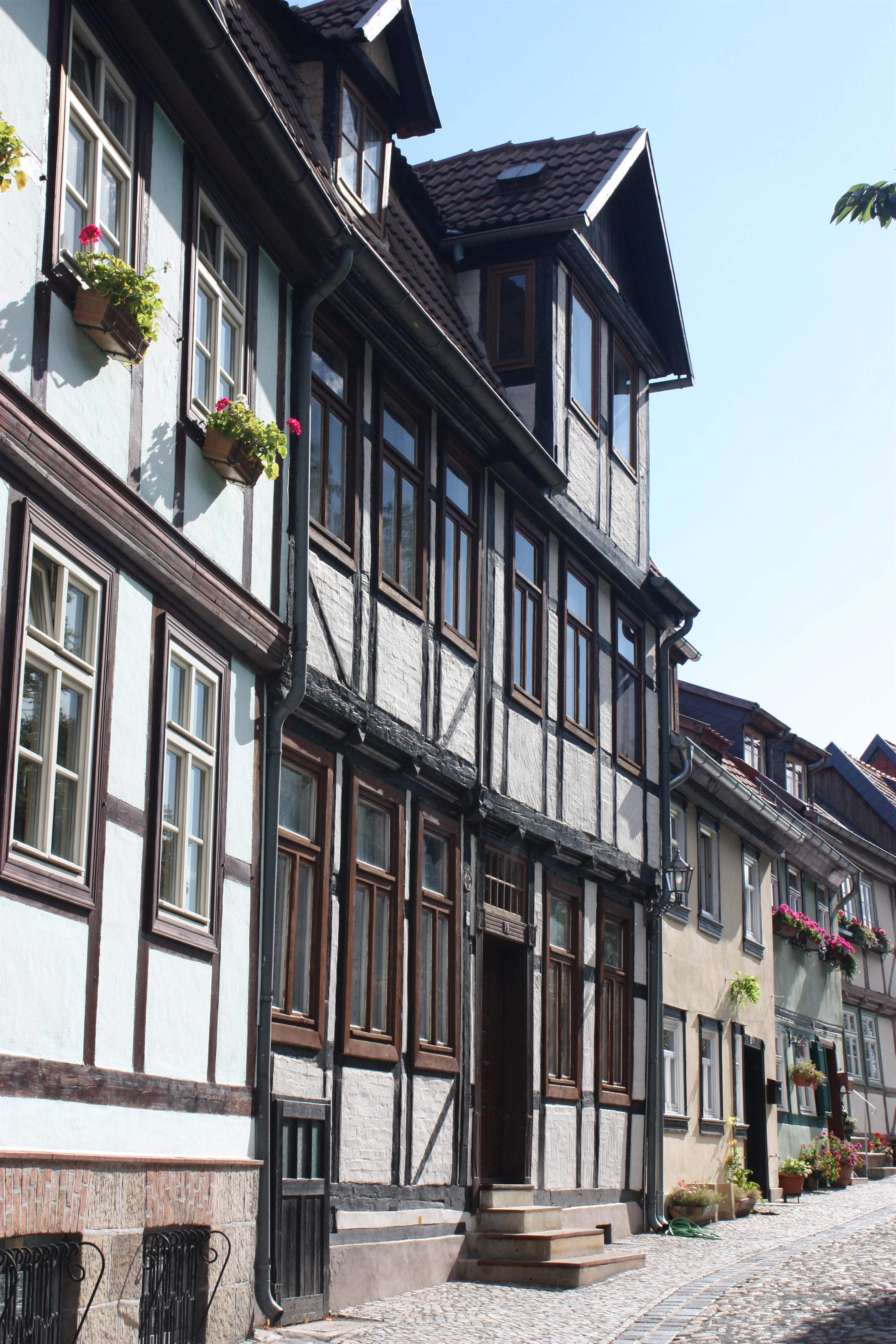
Haus Schloßberg 19

Das Haus Schloßberg 19  ist ein denkmalgeschütztes Gebäude in der Stadt Quedlinburg in Sachsen-Anhalt.

## Lage
Es befindet sich am Schlossberg, südlich der Quedlinburger Altstadt im Stadtteil Westendorf und gehört zum UNESCO-Weltkulturerbe. Unmittelbar westlich grenzt das gleichfalls denkmalgeschützte Haus Schloßberg 18 an. Im Quedlinburger Denkmalverzeichnis ist das Gebäude als Wohnhaus eingetragen.

## Architektur und Geschichte
Das zweigeschossige Fachwerkhaus entstand in der Zeit des Barock etwa um 1700/1720. Bedeckt ist das Gebäude durch ein Mansarddach, auf dem sich ein Zwerchhaus befindet. Die Fassade des Hauses ist durch eine Vielzahl von Fenstern gegliedert. An der Stockschwelle finden sich Pyramidenbalkenköpfe.